# Karen van der Kooij
Jacoba Johanna (Karen) van der Kooij (Den Haag, 26 december 1963) is een Nederlandse voormalige atlete, die gespecialiseerd was in de sprint. Zij nam eenmaal deel aan de Olympische Spelen.

## Loopbaan
Van der Kooij was pas anderhalf jaar actief op de sprint, toen zij op de Nederlandse kampioenschappen van 1992 derde werd op de 100 m in 11,80 s en tweede op de 200 m in 24,20. Op basis van deze prestaties werd zij geselecteerd voor het Nederlandse vrouwenteam op de 4 x 100 m estafette op de Olympische Spelen van 1992 in Barcelona, overigens in eerste instantie als reserve. Toen echter in de voorbereidende training van het estafetteteam in Barcelona vaste loopster Nelli Cooman een spierscheuring opliep, werd in haar plaats Van der Kooij als startloopster opgesteld. Het team, dat verder bestond uit Jacqueline Poelman, Karin de Lange en Petra Huybrechtse, sneuvelde in de voorrondes met een tijd van 43,91.
Zo snel als Van der Kooij was opgekomen, zo snel verdween zij ook weer van het strijdtoneel. Door opkomende knieproblemen werd zij gedwongen om in 1993 een punt te zetten achter haar activiteiten als sprintster.  
Karen van der Kooij was systeembeheerder van beroep en aangesloten bij HAAG Atletiek.

## Persoonlijke records
Outdoor
| Onderdeel | Prestatie | Datum        | Plaats    |
| --------- | --------- | ------------ | --------- |
| 100 m     | 11,68 s   | 21 juni 1992 | Amsterdam |
| 200 m     | 23,51 s   | 12 juli 1992 | Papendal  |

Indoor
| Onderdeel | Prestatie | Datum            | Plaats   |
| --------- | --------- | ---------------- | -------- |
| 200 m     | 24,58 s   | 16 februari 1992 | Den Haag |

## Prestatieontwikkeling
| Jaar | 100 m (sec) | 200 m (sec) |
| ---- | ----------- | ----------- |
| 1990 | 12,51       | 25,21       |
| 1991 | 12,15       | 24,55       |
| 1992 | 11,68       | 23,51       |

## Palmares

### 60 m
- 1992: 4e NK indoor – 7,69 s

### 100 m
- 1992:  NK – 11,80 s
- 1992:  Papendal Games – 11,70 s

### 200 m
- 1992:  NK indoor – 24,65 s
- 1992:  NK – 24,20 s
- 1992:  Papendal Games – 23,51 s

### 4 x 100 m
- 1992: 6e in serie OS – 43,91 s